# Anderson Cooper
Anderson Hays Cooper (New York, 3 juni 1967) is een Amerikaans journalist, auteur en nieuwspresentator. Hij trad in 2001 in dienst bij CNN, waar hij met uitzendingen vanuit zowel de studio als 'op locatie' uitgroeide tot het gezicht van de zender. In 2011 begon Cooper naast zijn werk voor CNN met het presenteren van 'day time televison' en kreeg hij een eigen programma, Anderson. In 2012 kreeg de serie een vervolg als Anderson Live.
Cooper presenteert elke werkdag op de Amerikaanse editie van CNN het één uur durende programma Anderson Cooper 360. Dit wordt later op de avond herhaald. Het programma wordt doorgezet op CNN International en is daardoor ook in Nederland te zien. Daarnaast presenteert Cooper verkiezingsuitzendingen met Wolf Blitzer en wordt hij ingezet bij het jaarlijkse evenement 'CNN Heroes' en 'New Years Eve /w Anderson Cooper and Kathy Griffin'.
Eerder werkte Cooper voor de Amerikaanse televisiezenders Channel One en ABC. Hij maakte daarvoor voornamelijk reportages vanuit landen als Somalië, Bosnië en Rwanda in oorlogstijd.
Na vijf jaar bij ABC wilde Cooper uit vermoeidheid de journalistiek een tijdje verlaten. Zodoende presenteerde hij twee jaar The Mole, de Amerikaanse versie van Wie is de Mol?.
In het najaar van 2001, na de aanslagen van 11 september, keerde Cooper bij CNN terug in de journalistiek.

## Afkomst, opleiding en privéleven
Anderson Cooper is een zoon van de Amerikaanse stijlicoon Gloria Vanderbilt, uit haar vierde huwelijk met de schrijver Wyatt Emory Cooper.
Cooper behaalde in 1985 zijn diploma op de Dalton School. Vervolgens studeerde hij politicologie en internationale betrekkingen aan het Trumbull College van de Yale-universiteit. Die studies rondde hij in 1989 af. Tijdens zijn studietijd bracht hij twee zomers als stagiair door bij de CIA. Hoewel hij dus geen specifieke journalistieke vooropleiding had genoten, koos Cooper toch voor een carrière in de journalistiek, in plaats van na zijn schooltijd voor de CIA te blijven werken.
Na zijn eerste periode als correspondent begin jaren negentig, stopte hij om een jaar in Vietnam te gaan wonen. Daar studeerde hij Vietnamees op de Universiteit van Hanoi. Naar eigen zeggen spreekt hij die taal inmiddels niet meer.
In juli 2012 vertelde Cooper in een open brief op een Amerikaanse website homoseksueel te zijn. Daarmee werd hij een van de eerste openlijke homoseksuele nieuwslezers in de Verenigde Staten.
Op 27 april 2020 werd Cooper via draagmoederschap vader van een zoon genaamd Wyatt Morgan Cooper.

## Journalistieke prijzen
- GLAAD Media Award voor zijn "uitstekende bijdrage aan de tv-journalistiek", voor de reportage "High School Hero" in het televisieprogramma 20/20 (over atleet Corey Johnson, 2001).
- Bronze Award van het National Educational Film and Video Festival voor een reportage over de politieke islam.
- Bronze Telly voor zijn verslag van de hongersnood in Somalië.
- Silver Plaque van het Chicago International Film Festival voor zijn reportage over de Bosnische Burgeroorlog vanuit Sarajevo.
- Emmy Award voor zijn bijdrage aan ABC's verslag van de begrafenis van prinses Diana.
- National Headliners Award voor zijn reportage over de tsunami in de Indische Oceaan (2005).
- Emmy Award voor een lang "uitstekend live-verslag" van een zogenaamde Breaking News Story, voor zijn reportage over de hongersnood in Niger (2006).

## Overig werk
Cooper speelde in enkele films zichzelf waarin nieuwsberichten voorleest. Voorbeelden hiervan zijn Chappie uit 2015, Batman v Superman: Dawn of Justice uit 2016 en Black Panther: Wakanda Forever uit 2022.